# Кабилия
Кабилия (на френски: Kabylie, на берберски: Tamurt n Leqbayel) е историко-географска област разположена в североизточен Алжир.
Включва част от Атласките планини и излиза на средиземноморското крайбрежие. Населена е от кабили – народност, дала името на областта.
Кабилите днес са се разселили и по други райони на Алжир извън Кабилия, включително и в столицата Алжир, където съставляват близо 25 % от населението.